# جین استریو
جین استریو (انگلیسی: Jeanne Stunyo؛ زادهٔ ۱۱ آوریل ۱۹۳۶) ورزشکار زن شیرجه اهل ایالات متحده آمریکا بود.
وی در مسابقات کشوری و بین‌المللی در مجموع برندهٔ ۲ مدال نقره شده‌است.